# Hernyék
Hernyék is een plaats (község) en gemeente in het Hongaarse comitaat Zala. Hernyék telt 114 inwoners (2001).